# Polysulfon
Polysulfon is de naam van een groep thermoplastische polymeren, met als kenmerk de aanwezigheid van een sulfongroep (SO2) in de monomeergroepen die de polymeerketting vormen:
R-SO2-R'
Polysulfonen kunnen alifatisch of aromatisch zijn. Bij alifatische polysulfonen zijn R en R' alkylgroepen; bij aromatische polysulfonen zijn het arylgroepen (benzeenringen). Commerciële polysulfonen zijn uitsluitend aromatisch, met een difenylsulfongroep in de keteneenheid:
Daarnaast hebben ze ook een of meer ethergroepen (-O-) in de keteneenheid en eventueel nog andere, afhankelijk van de gebruikte monomeren.

## Types
Naargelang de gebruikte monomeren, onderscheidt men drie types van polysulfonen: polysulfon zelf; polyethersulfon; en polyfenylsulfon.
| naam            | afkorting   | typische keteneenheid | glastemperatuur |
| --------------- | ----------- | --------------------- | --------------- |
| polysulfon      | PSU         |                       | ca. 185°C       |
| polyethersulfon | PES of PESU |                       | ca. 220°C       |
| polyfenylsulfon | PPSU        |                       | ca. 220 °C      |

Polysulfon wordt bekomen door polymerisatie (polycondensatie) van het dinatriumzout van bisfenol A (1) met 4,4'-dichloordifenylsulfon (2) in een geschikt oplosmiddel:

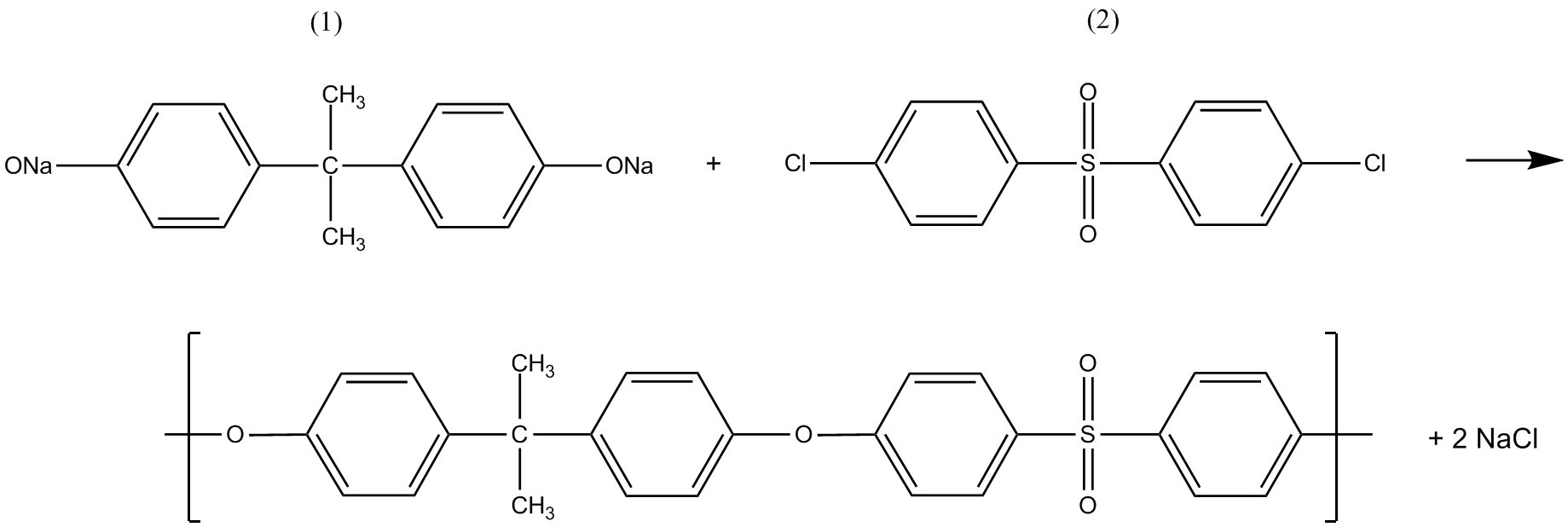
polymerisatie tot polysulfon

Om polyethersulfon en polyfenylsulfon te produceren gebruikt men in plaats van bisfenol A, respectievelijk (bijvoorbeeld) bisfenol S (3) of difenol (4):

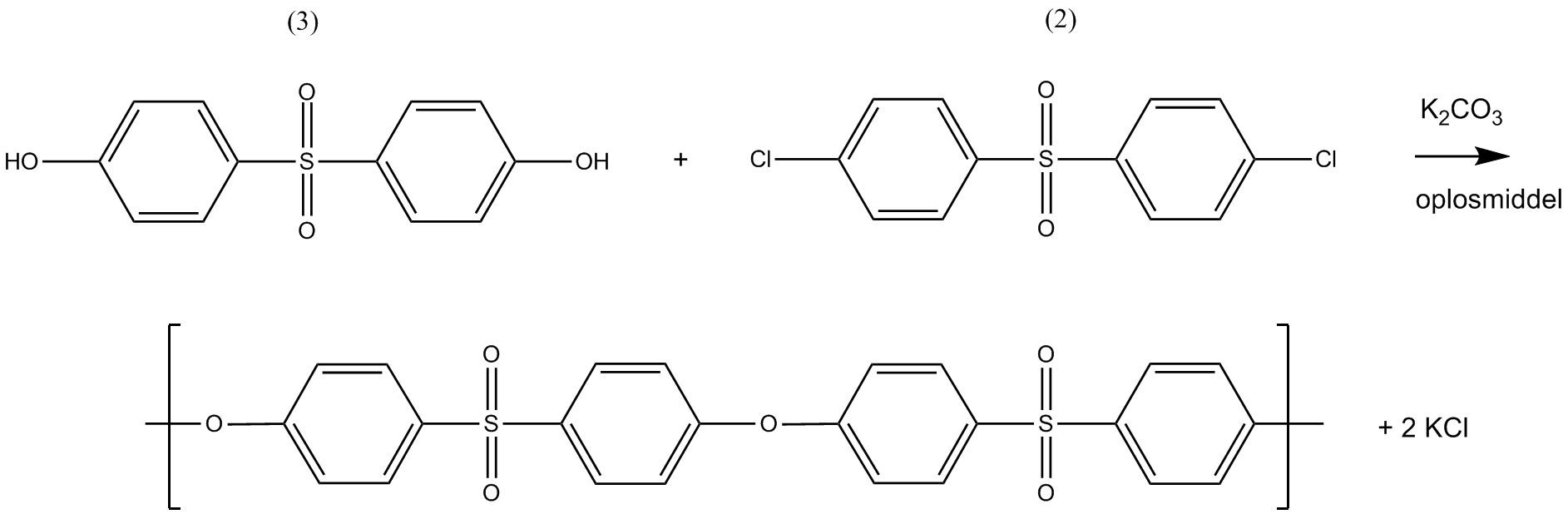
polymerisatie tot polyethersulfon

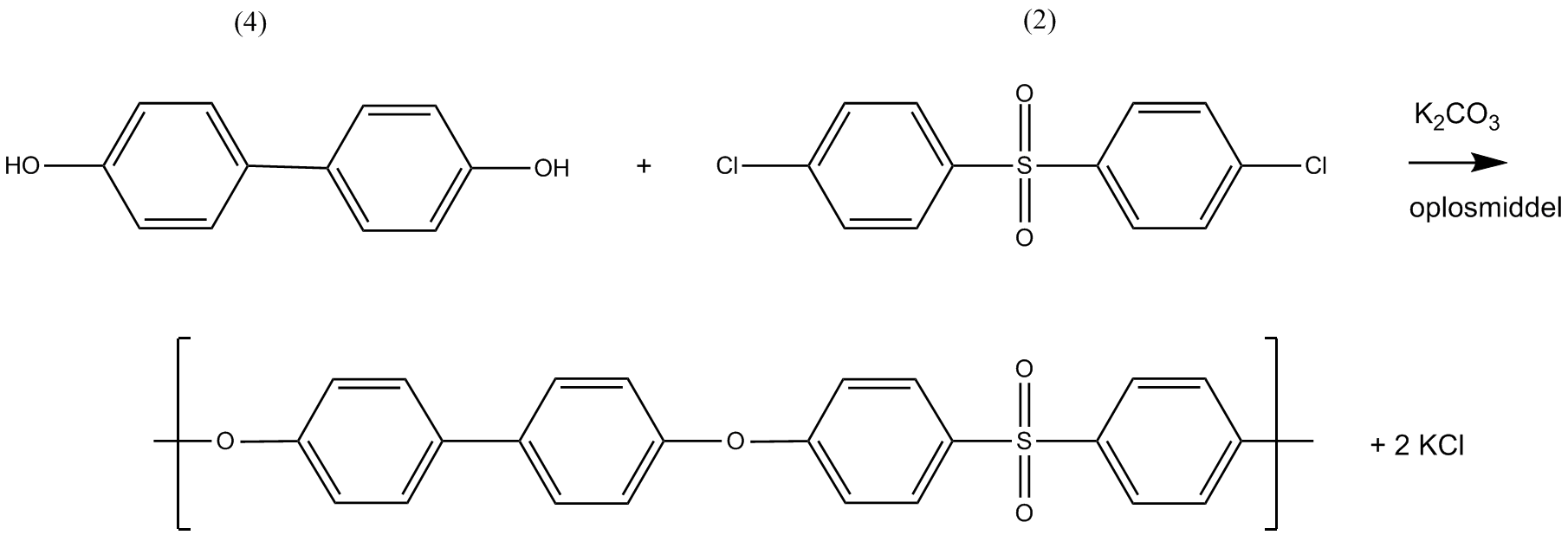
polymerisatie tot polyfenylsulfon

Hier gebeurt de vorming van het dikaliumzout niet in een afzonderlijke stap zoals bij polysulfon, maar gebeurt de polymerisatie in één stap.
Dit zijn niet de enig mogelijke monomeren; andere bisfenolen en analoge stoffen (met hydroxylgroepen in de para-positie), zoals hydrochinon, 4,4'-dihydroxydifenyloxide, 4,4'-dihydroxydifenylsulfide enz. zijn ook mogelijke co-monomeren.

## Eigenschappen
Aromatische polysulfonen hebben, in tegenstelling tot alifatische polysulfonen, een aantal gunstige eigenschappen die hen zeer geschikt maken voor vele toepassingen, ondanks hun hoge prijs:
- een hoge glastemperatuur;
- goede mechanische sterkte en stijfheid over een groot temperatuursbereik (-100°C tot 150-180°C). Polyfenylsulfonen hebben de grootste mechanische stijfheid;
- ongevoelig voor stoom en heet water;
- goede chemische bestendigheid tegen een breed gamma stoffen, waaronder anorganische zuren en basen;
- ze zijn onschadelijk en geschikt voor gebruik in medische toepassingen, en voor contact met levensmiddelen.

De zuivere polymeren zijn amorf, transparant, kleurloos tot lichtgeel. Er zijn ook polysulfontypes die met glasvezel versterkt zijn.

## Toepassingen
Er zijn vele specifieke toepassingen van polysulfonen, onder meer:
- membranen voor gasscheiding, bereiding van drinkwater, ultrazuiver water of geconcentreerde dranken, hemodialyse enz.;
- medische en chirurgische voorwerpen (die kunnen gesteriliseerd worden);
- dozen, kommen, schalen en dergelijke voor gebruik zowel in de diepvriezer als in de microgolfoven (magnetron) (bijvoorbeeld: Tupperware-kommen uit Ultrason van BASF);
- flesjes voor babyvoeding;
- in sanitair (heetwaterfittings, leidingstukken, verdeelstukken...)
- in interieur van vliegtuigen (vanwege de brandbestendigheid);
- in elektronische apparatuur (dragers van chips, connectoren, substraat voor lcd-schermen enz.)
- in auto's (reflectoren in koplampen, zuiger van oliepomp enz.);

## Producenten
Belangrijke producenten van polysulfonen zijn:
- BASF met Ultrason S (polysulfon) en Ultrason E (polyethersulfon);
- Solvay met Udel (polysulfon); Radel R (polyfenylsulfon); Supradel HTS, Radel A en Radel H (polyethersulfonen). Deze productlijn is overgenomen van Amoco Chemical.
- Sumitomo met SumikaExcel PES (polyethersulfon, onder licentie van ICI), Sumilite FS-1200 (polysulfon) en Sumilite FS-1300 (polyethersulfon).